# Tipula (Pterelachisus) maaiana
Tipula (Pterelachisus) maaiana is een tweevleugelige uit de familie langpootmuggen (Tipulidae). De soort komt voor in het Oriëntaals gebied.